# Irineu Danelon
Irineu Danelon, S.D.B. (Piracicaba, 4 de abril de 1940) é um bispo católico brasileiro.
Exerceu seu cargo na Diocese de Lins até o dia 30 de setembro de 2015, quando Dom Francisco Carlos da Silva foi nomeado seu sucessor. 
Fundou e acompanha a Pastoral da Sobriedade, que lida com dependências do álcool e outras drogas. É salesiano, tendo sido colega do padre Jonas Abib, fundador da Comunidade Canção Nova, grande expoente da Renovação Carismática Católica (RCC) no Brasil. 
Dom Irineu apresenta o programa Sobriedade Sim, na TV Século XXI.